# Aegilops uniatistata
Aegilops uniatistata là một loài thực vật có hoa trong họ Hòa thảo. Loài này được Vis. mô tả khoa học đầu tiên năm 1851.